# Castello di Rhuddlan
Il castello di Rhuddlan (in inglese: Rhuddlan Castle; in gallese: Castell Rhuddlan) è un castello fortificato del villaggio gallese di Rhuddlan, nella contea del Denbighshire (Galles nord-orientale), costruito tra la fine degli anni settanta e gli inizi degli anni ottanta del XIII secolo per volere di re Edoardo I d'Inghilterra. Tra i più imponenti castelli del Galles, è noto per essere il luogo dove venne firmato lo statuto di Rhuddlan, che assoggettava il Galles alla corona inglese.
L'edificio, classificato come castello di primo grado, è gestito dal Cadw.

## Storia
La costruzione del castello iniziò nel settembre 1277, dopo che Edoardo I, incoronato re d'Inghilterra nel cinque anni prima, aveva invaso il Galles settentrionale e stabilito il proprio quartier generale (inizialmente stabilito a Flint) a Rhuddlan il 22 agosto di quell'anno. La costruzione fu commissionata a Mastro Bertram e a Mastro James of Saint George.
I costi per i lavori di costruzione ammontarono a 9613 sterline e la realizzazione dell'edificio era pressoché completata nel marzo 1282.. In quell'anno, dopo un duro attacco ad opera dei Gallesi, il re inglese fece del castello di Rhuddlan il proprio quartier generale e due anni dopo, firmò in loco il già citato statuto di Rhuddlan.
Nel frattempo, nel 1282 era nata nel castello di Rhuddlan Elisabetta, l'ottava figlia di Edoardo I, e nel 1283, sempre a Rhuddlan, Edoardo I aveva promesso ai Gallesi, riferendosi al suo successore Edoardo II (che sarebbe nato a Caernarfon nel 1284), che avrebbe dato loro "un principe nato in Galles e che non parlasse inglese".
Nel 1294, il castello di Rhuddlan fu nuovamente attaccato dai Gallesi, durante la rivolta guidata da Madoc ap Llywelyn.
Il castello di Rhuddlan subì in seguito altri attacchi ad opera dei Gallesi nel 1400 e nel 1405, segnatamente ad opera delle truppe comandata da Owain Glyndŵr, attacchi che furono respinti.
A cavallo tra il XV e il XVI secolo, il castello, che nel frattempo aveva perso la sua funzione strategica, era caduto in uno stato di deterioramento.
In seguito, nel corso della guerra civile inglese, il castello di Rhuddlan, venne usato come guarnigione dalle truppe realiste fino al luglio 1646, quando fu circondato dalle truppe parlamentariane guidate da Thomas Mytton. Due anni dopo, il castello, venne parzialmente demolito per volere di Sir Oliver Cromwell per impedirne un ulteriore utilizzo di carattere militare.
Nel 1944, il castello fu sottoposto a restauro.

## Architettura
Il castello si erge lungo il corso del fiume Clwyd.
Il castello di Rhuddlan è realizzato in quattro tipi di pietra differente e ha la classica struttura concentrica dei castelli edoardiani.
Il castello è retto da nove torri. Tra queste, vi sono due torri gemelle di quattro piani.

## Leggende
Il castello di Rhuddlan è legato alla leggenda di Erilda, figlia del re del Galles: Erilda era stata promessa sposa in Movern, principe del Galles meridionale e un tempo nemico, per sancire la pace tra i due reami. Un giorno in cui Erilda aveva perso l'orientamento, venne trovata da un principe che la condusse dal padre al castello di Rhuddlan; si scoprì poco dopo che non si trattava di un principe, bensì di un demone che voleva impedire la pace e che poi rapì Erilda: quest'ultima morì in seguito in preda al terrore dopo aver scoperto la vera identità dell'essere.

## Galleria d'immagini

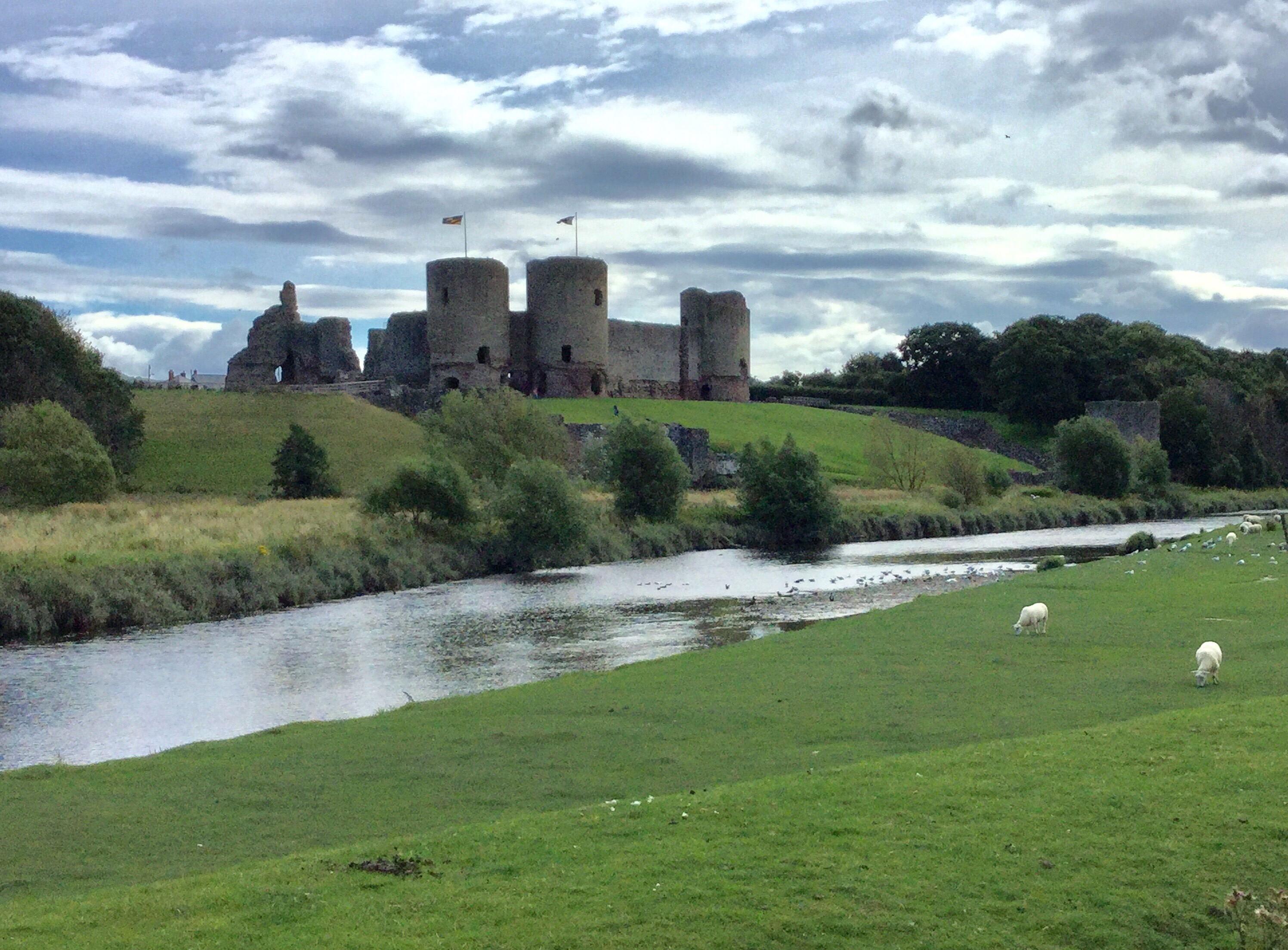
Veduta del castello di Rhuddlan
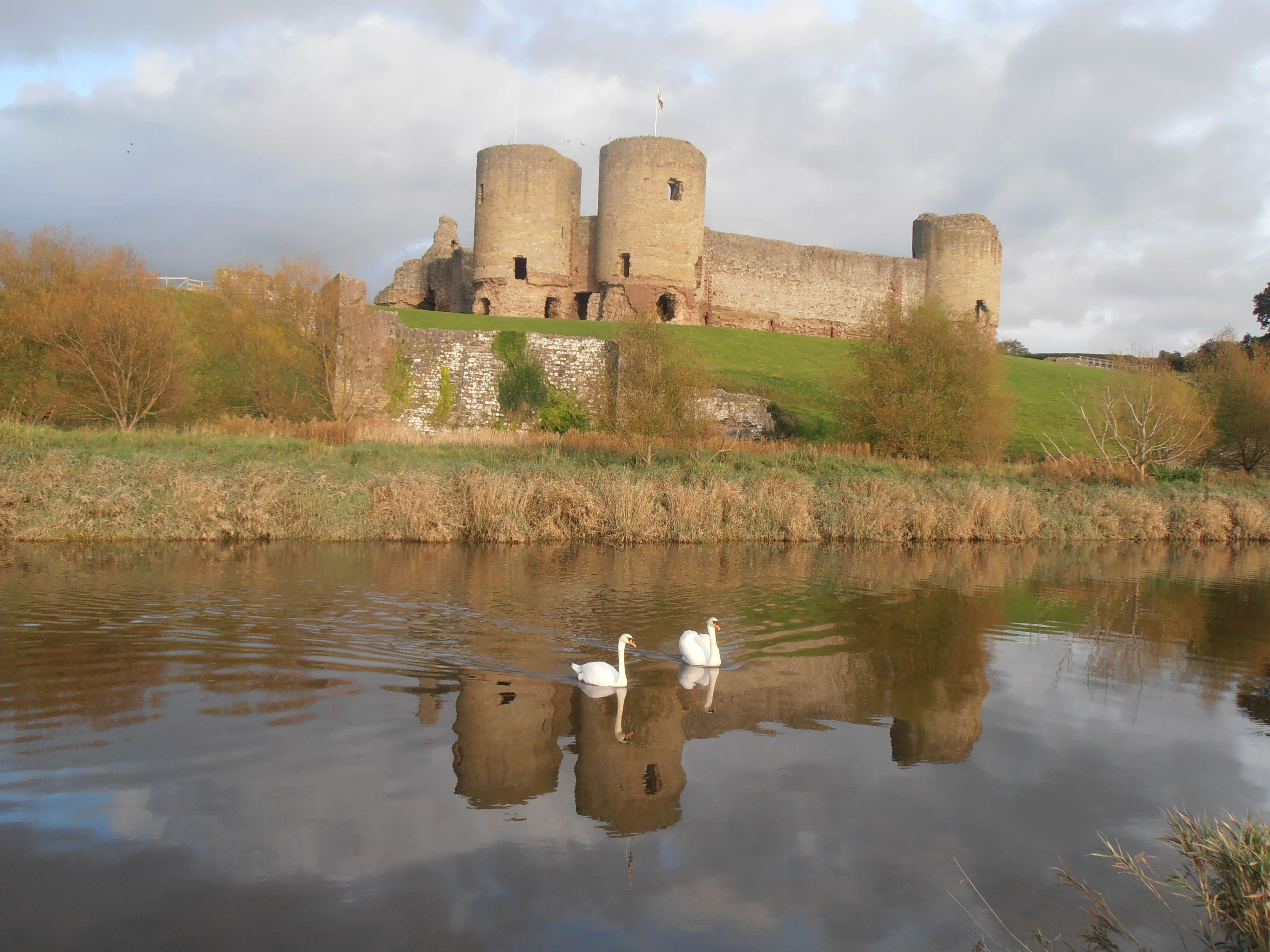
Altra immagine del castello di Rhuddlan
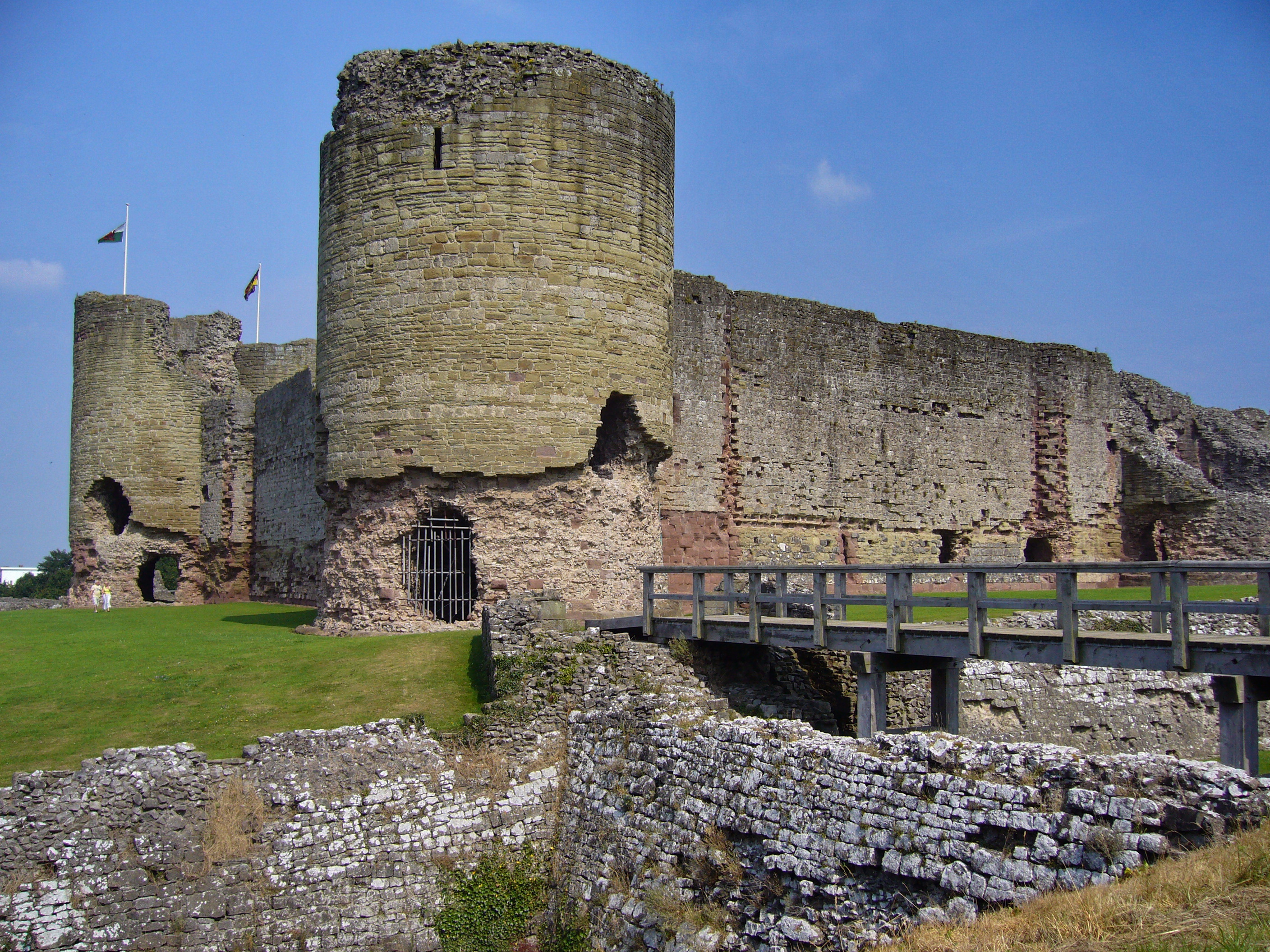
Alcune rovine del castello
- Vista con drone